# 稲垣義方
稲垣 義方（いながき よしかた、1841年（天保12年） - 1907年（明治40年）7月6日）は日本の官僚、政治家。金沢市長（1期）

## 経歴
1841年、加賀藩士の家に生まれる。藩の改作奉行、軍艦棟取役をつとめ廃藩に至った。維新後、石川県大属などをつとめ1883年、富山県上新川郡長に就任。金沢区長をへて1899年、第1回金沢市会議員選挙で自ら率いる稲垣派と長谷川準也の長谷川派が争い稲垣派が勝利し、初代金沢市長に就任。政府が民党候補を妨害した第2回衆議院議員総選挙では稲垣とその支援組織の盈進社は吏党を支持し民党勢力と対立した。こうした中で金沢市会は稲垣に不信任決議を採択し稲垣は辞職に追い込まれた。その後、能美郡長、鳳至郡長をつとめ、政界を引退。1907年死去。